# Kemoy Campbell
Kemoy Campbell, född 14 november 2000, är en jamaicansk långdistanslöpare.
Campbell tävlade för Jamaica vid olympiska sommarspelen 2016 i Rio de Janeiro, där han blev utslagen i försöksheatet på 5 000 meter.